# Vertrag von Brüssel (1522)
Im Vertrag von Brüssel vom 7. Februar 1522 übertrug  König Karl V. seinem Bruder Ferdinand die österreichischen Erblande.
In diesen Verträgen übergab Karl seinem Bruder Ferdinand nicht nur die an die Adria grenzenden Gebiete, sondern trat auch die im Westen liegenden Länder Tirol, die österreichischen Vorlande, Württemberg, Pfirt und Hagenau ab,  womit sich die habsburgische Herrschaft Österreich in ihrer weiteren Gestalt als Habsburgische Erblande konsolidierte.
Im Gegenzug verzichtete Ferdinand auf jegliche Ansprüche in Burgund, Spanien und Amerika.

## Bedeutung
Der Vertrag von Worms, geschlossen am 21. April 1521 auf dem Reichstag zu Worms, sowie der weiter reichende Vertrag von Brüssel bildeten die Grundlage für die Teilung des Hauses Habsburg in eine spanische und eine Österreichische Linie. Beide Linien verstanden sich aber gemeinsam als das „Haus Österreich“.
Die spätere Übernahme der Kaiserwürde durch Ferdinand I. für die Österreichischen Habsburger, die dann mit einer kurzen Unterbrechung bis zum Ende des Alten Reichs 1806 anhielt, war eine Folge dieser Regelung.